# Mourenx
Mourenx is een gemeente in het Franse departement Pyrénées-Atlantiques (regio Nouvelle-Aquitaine). De plaats maakt deel uit van het arrondissement Pau. Mourenx telde op 1 januari 2022 5.744 inwoners.

## Geografie
De oppervlakte van Mourenx bedroeg op 1 januari 2022 6,34 vierkante kilometer; de bevolkingsdichtheid was toen 906 inwoners per km².

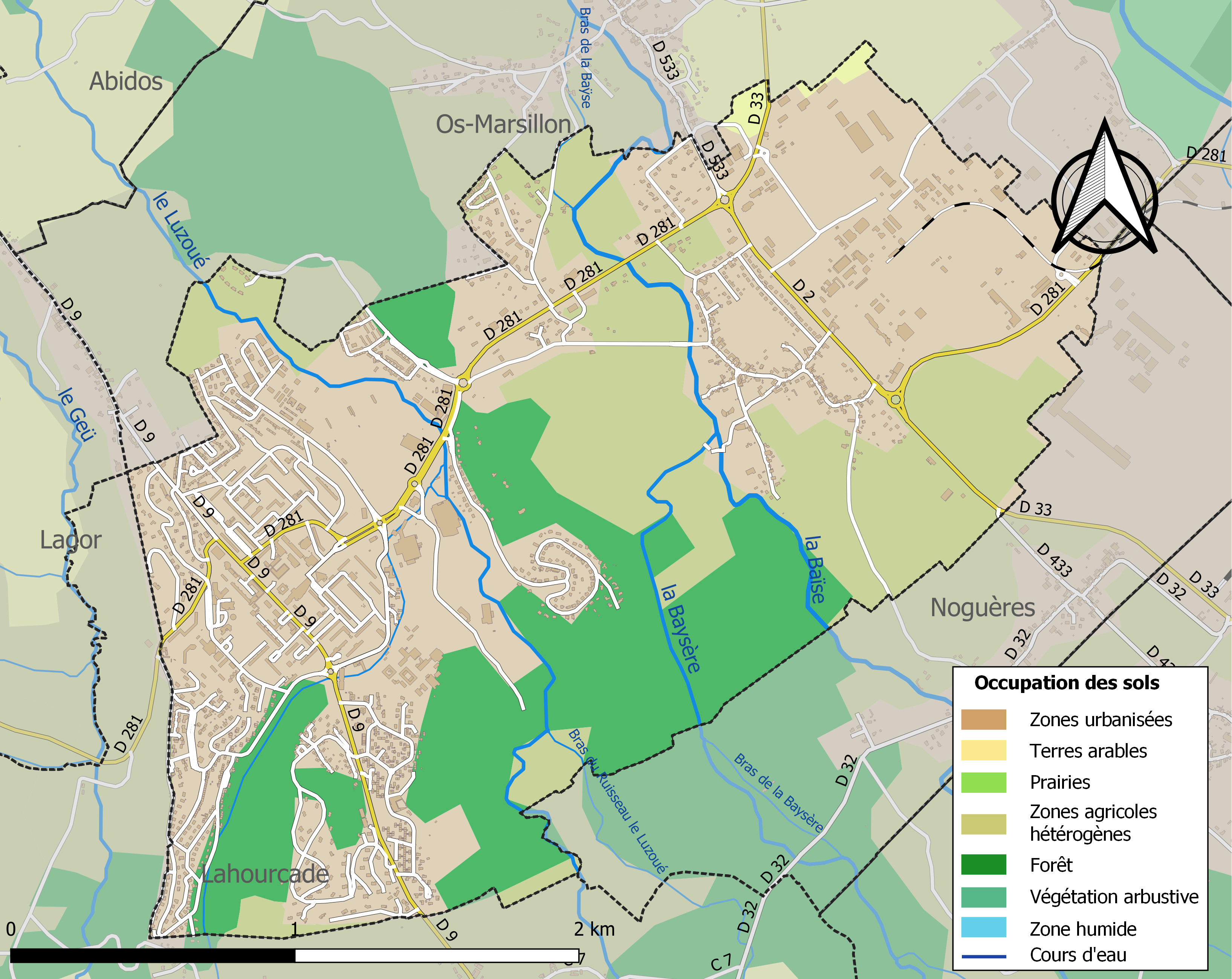
Kaart van de gemeente met belangrijkste infrastructuur, bodemgebruik en omliggende gemeenten

## Demografie
Onderstaande figuur toont het verloop van het inwonertal (bron: INSEE-tellingen).

## Sport
Mourenx was vijf keer etappeplaats in de wielerkoers Ronde van Frankrijk. In 1969 won Eddy Merckx er na een legendarische solo. Een jaar later won er de Fransman Christian Raymond. Nadien startte er alleen in 1999, 2005 en 2021 nog een etappe.